# 樺山町
樺山町（かばやまちょう）は、日本統治時代の台北市の東部にある行政区。現在の中正区の北東部にあたる地域。町名は初代台湾総督の樺山資紀に由来する。
戦後、国民党政府により、北京語で同音の華山（「樺山」も同じくホワシャンと発音する）と改められた。

## 町内施設
- 台北州庁（現・監察院）
- 台北市役所（現・行政院）
- 樺山小学校（現・内政部警政署）
- 樺山駅（華山駅）
- 浄土宗台北別院（現・善導寺）
- 日本芳釀株式会社（台湾総督府専売局台北酒工場、現・華山創意文化園区）